# Dejlig er den himmel blå
|  | For filmen med denne titel, se Dejlig er den himmel blå (film) |
Dejlig er den himmel blå er en af N.F.S. Grundtvigs mest kendte salmer, der især synges i kirken juleaften og i hjemmene omkring juletræet.
Den kendte melodi er af J.G. Meidell.

## Tekst
August F. Schmidt anfører at en gammel 1600-talssalme ligger til grund for Grundtvigs tekst.
Der er tale om "Jesus Christ i Jødeland" udgivet i Thomas Kingos Psalme-Bog (Vinter-Parten) fra 1689.
Den er skrevet af en vis "M[agister] N. Søfrensøn" som Schmidt mener er identisk med præsten Nicolaus Severini. 
Første vers af Søfrensøn lyder:
Jesus Christ i Jødeland

Lod sig føde Gud og Mand

Stiernen baade lyvs og klar

Saaes i Luften aabenbar.
Der er samme rytme i begge digte, men kun fire linjer hos Søfrensøn mens Grundtvig føjer en ekstra linje til.
Grundtvig skrev to versioner af salmen. Den første fra 1810. Den var på 19 strofer.
Ved en redaktion i 1853 skabte Grundtvig den syv strofer lange version, som de fleste danskere kender.
Salmen fortæller om de vise mænds besøg hos Jesus og om, hvordan himlen glimtede med stjerner, og julestjernen viste dem vejen.
John Irons står for en litterær oversættelse til engelsk, hvor første linje lyder "Lovely is the sky of blue".

## Melodi
Der findes flere forskellige melodier til Grundtvigs tekst, men J.G. Meidells melodi er den der klart dominerer.

## Udgivelser
Grundtvigs første version fra 1810 blev udgivet i 1811 i Knud Lyne Rahbeks tidsskrift Sandsigeren under titlen "De hellige tre Konger" og med en undertitel i parentens: "En Barnesang".
Det var i udgaven fra den 10. april og således noget senere på året end helligtrekonger.
Dejlig er den himmel blå er den ene af seks Grundtvig-salmer medtaget i den svenske salmebog.
John Irons engelske oversættelse forekommer i bogen "Easter flower! what would you here?Anthology of songs and hymns by N.F.S. Grundtvig" udgivet 2013.

## Indspilninger
De mest kendte er Poul Bundgaards fra 1986 og Erik Grips fra 2008.[kilde mangler]
I 2016 komponerede den danske discjockey DJ Basf en parafrase over Grundtvigs salme baseret på nye akkorder, som nu er den mest spillede på Spotify og YouTube.

## Vurdering
I 2018 kom den på en liste over de 100 populæreste sange fra Højskolesangbogen.